# Rye Foreign
Rye Foreign is een civil parish in het bestuurlijke gebied Rother, in het Engelse graafschap East Sussex met 335 inwoners.